# Франкенталер, Элен
Элен (Хелен) Франкенталер (англ. Helen Frankenthaler; 12 декабря 1928, Нью-Йорк — 27 декабря 2011, Дариен) — американская художница-абстракционистка еврейского происхождения.

## Жизнь и творчество
Родилась в семье судьи Верховного суда штата Нью-Йорк Альфреда Франкенталера. Мать Марта Левенштейн эмигрировала с родителями из Германии в детском возрасте. В 1945—1950 годы изучала живопись в различных художественных школах Вермонта и Нью-Йорка. Среди её учителей выделяется мексиканский художник Руфино Тамайо.
В художественном плане находилась под сильным влиянием работ Джексона Поллока, вместе с которым участвовала в «Движении за абстрактное искусство» (Abstract Art Movement). После посещения выставки последнего в галерее Бетти Парсонс в 1951 году переняла его технику, раскладывая листы холста на полу ателье и рисуя каплями краски. При этом вырабатывался и индивидуальный стиль художницы. Холст должен был быть без грунтовки, а краски — разведёнными до такой степени, что впитывались в полотно практически моментально. Дополнительно к этому Э. Франкенталер втирала краску в холсты губкой. В результате создавался эффект «текущих» по полотну красок, роднивший её работы с сюрреалистическим автоматизмом. В 1959 художница принимает участие в выставке современного искусства документа-II в Касселе.
В более поздних работах, в 1960-е годы, создаёт монументальные до трёх метров высотой полотна на раскрашенном холсте без грунтовки, в которых сочетаются различные цветовые тона. Этими работами Э.Франкенталер оказала большое воздействие на молодое поколение американских художников, работавших в стиле живописи цветового поля (Colorfield Paint) — Кеннета Ноланда, Жюля Олицки, Мориса Луиса.
Э. Франкенталер была замужем за американским художником-абстракционистом Робертом Мотеруэллом.